# Tomba dei giganti di S'Ena e Thomes
La tomba dei giganti di S'Ena e Thomes è un sito archeologico di epoca nuragica situato nel comune di Dorgali, in provincia di Nuoro.

## Descrizione
La tomba, risalente all'età del bronzo, presenta una struttura dolmenica con stele centrale centinata. L'ampia esedra è composta da lastroni infissi nel terreno e ordinati in grandezza decrescente dalla stele. Il corridoio funerario, di forma rettangolare e lungo circa 11 m, è coperto da grandi lastre di pietra disposte ad architrave, benché  impropriamente definite a piattabanda.

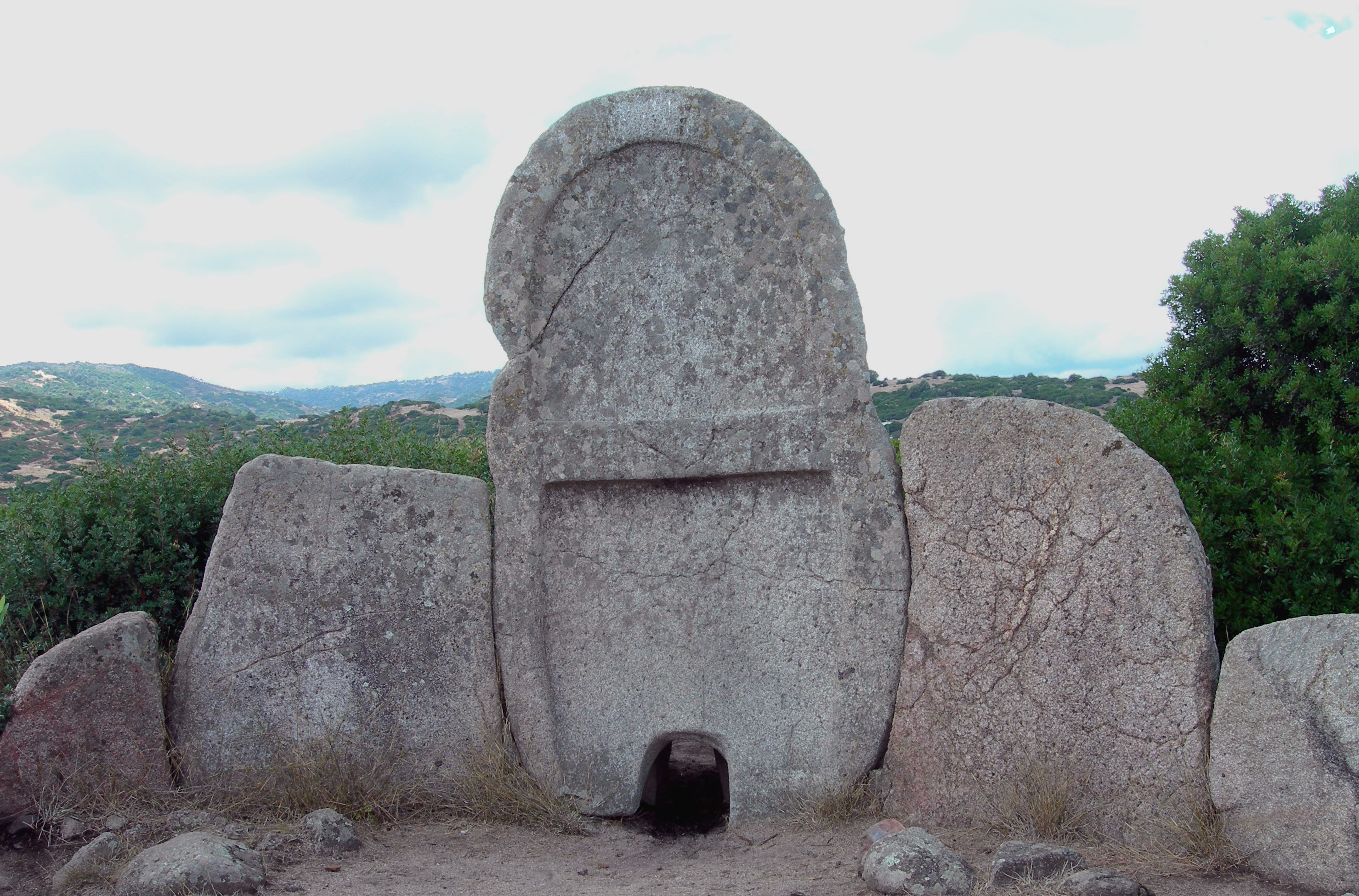
Stele centinata e parte dell'esedra
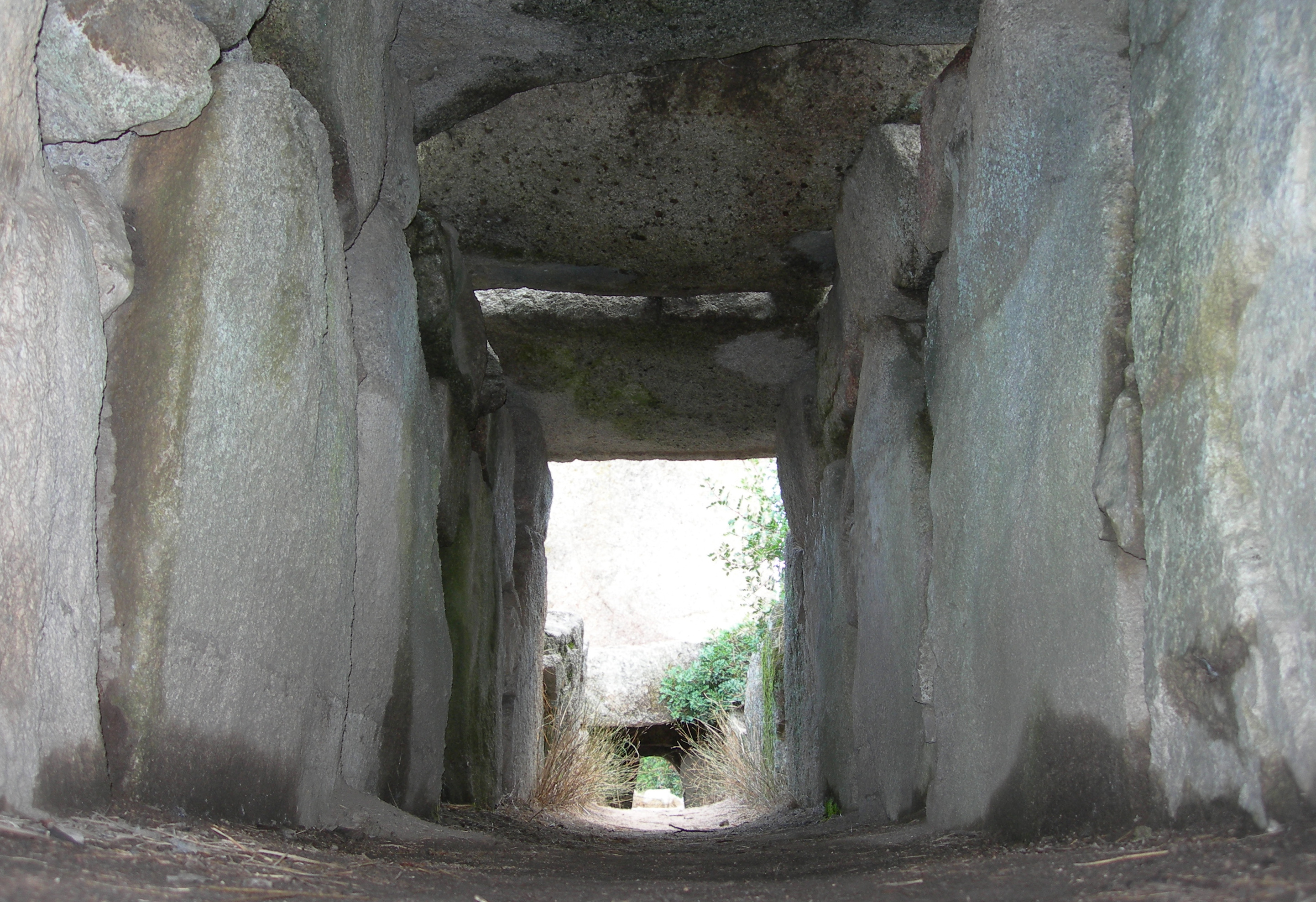
Corridoio funerario
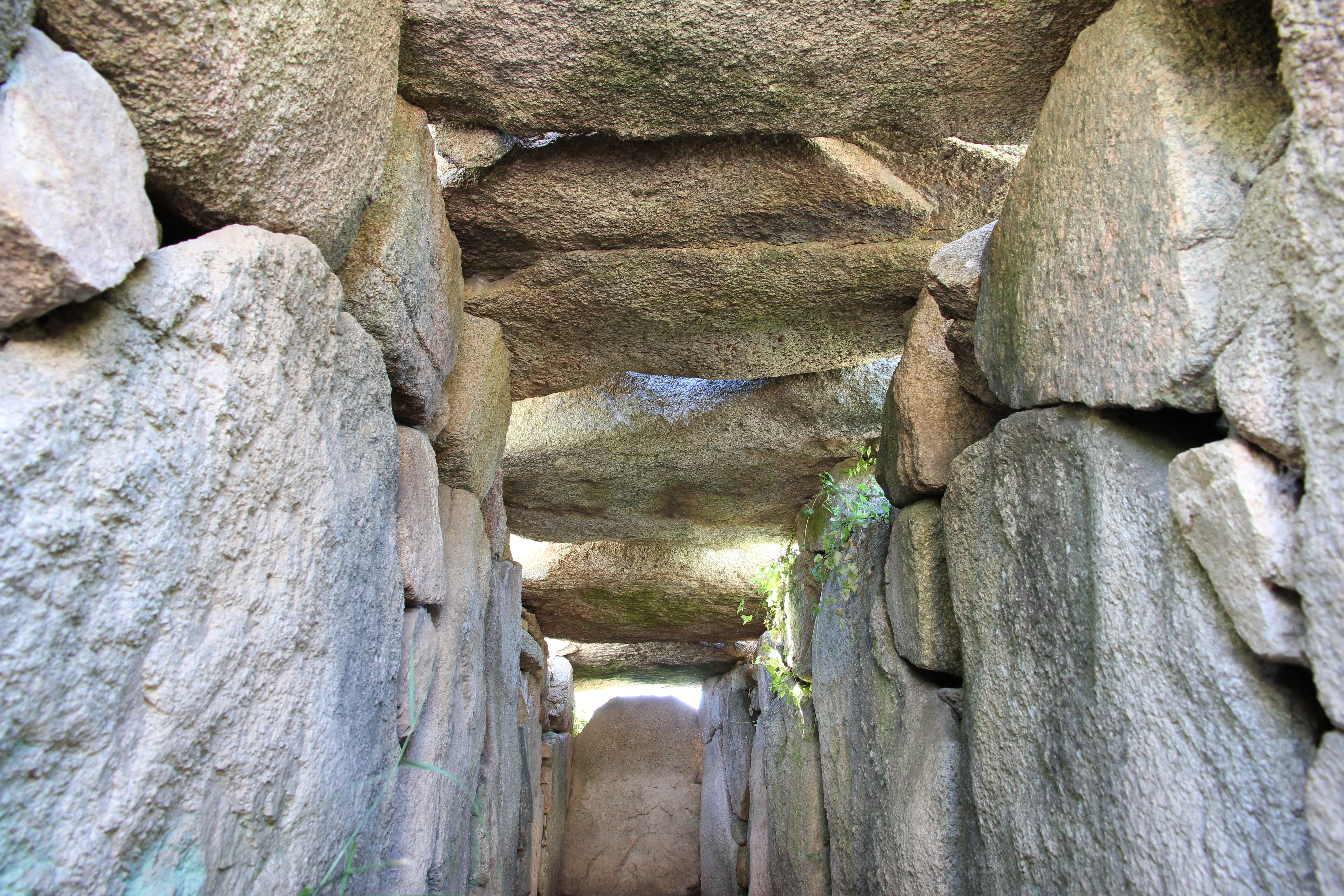
Corridoio funerario
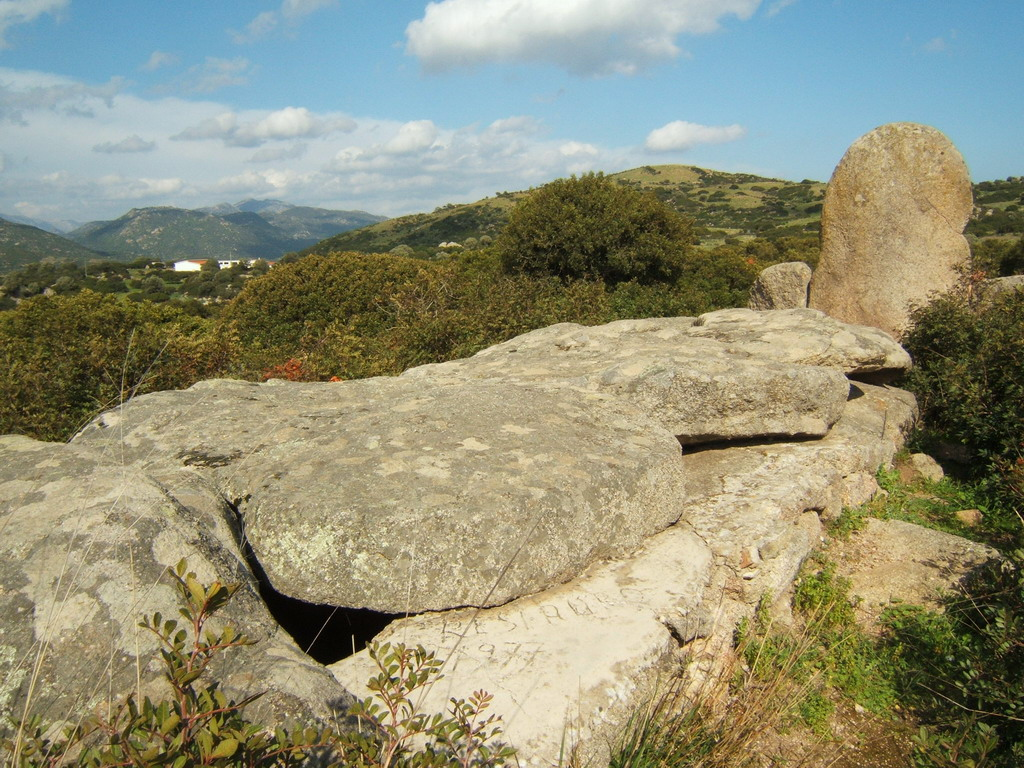
Copertura di lastre litiche, disposte ad architrave (ma impropriamente definite piattabande)